# فرودگاه شهرستان هترن
فرودگاه شهرستان هترن (به انگلیسی: Hawthorne Municipal Airport (California)) (به زبان بومی: Jack Northrop Field) یک فرودگاه همگانی با کد یاتا HHR است که یک باند فرود بتن دارد و طول باند آن ۱۵۱۱ متر است. این فرودگاه در شهر هاوتورن، کالیفرنیا کشور ایالات متحده آمریکا قرار دارد و در ارتفاع ۲۰٫۱ متری از سطح دریا واقع شده‌است.